# Giovanni Battista Zelotti
Giovanni Battista Zelotti, i äldre tider kallad Battista Farinato, Battista da Verona och Battista Veneziano, född omkring 1526 i Venedig, död 28 augusti 1578 i Mantua, var en italiensk målare.
Han var lärjunge av Antonio Badile och förmodligen även av sin onkel Paolo Farinato samt utbildade sig vidare under inflytande av Paolo Veronese, vars biträde han var.
Han var först verksam i Verona, Vicenza och i trakten kring Treviso. Veronese och Zelotti målade fresker i Villa Soranza och Villa Emo (nu Villa Fanzolo) vid Castelfranco, de förstnämnda (från 1551) nu i sakristian i Castelfrancos domkyrka. 
Han utförde även allegoriska takmålningar i Sala del Consiglio de’ Dieci i Dogepalatset i Venedig. 